# 三宮車站
- 關於西日本旅客鐵道（JR西日本）的三之宮站，請見「三之宮站」。
- 關於神戶市交通局神戶市营地下鐵海岸線的三宮·花時計前站，請見「三宮·花鐘前站」。

三宮車站（日语：／ Sannomiya eki */?）是位於日本兵庫縣神戶市中央區，由阪急電鐵、神戶高速鐵道、阪神電氣鐵道、神戶新交通與神戶市交通局五個單位所共用的鐵路車站。

## 概要
本站為神戶市都心三宮的總站，與JR西日本所屬的三之宮站同樣都座落於神戶市正中央的三宮地區，形成一個超大型的鐵路總站區域，為神戶市內首屈一指的交通要衝。若將各路線的車站及月台規模合併後，甚至超過縣下最大規模的姬路車站。

## 歷史

### 戰後的變化
太平洋戰爭之下，神戶市（包含三宮地區）化成焦土，在戰災復興都市計劃中，將戰前階段已是繁華地區的三宮取代新開地成為行政中心，市役所從湊川移至三宮，成為戰後的神戶市中心。
1968年（昭和43年），代替市電的高速鐵道路線形成，加上為了與神戶周邊的私鐵路線（阪神・阪急・山陽・神戶電鐵）連通，神戶高速鐵道開業。1981年（昭和56年）與1985年（昭和60年），神戶新交通三宮站和神戶市營地下鐵三宮站相繼開業。

### 平成時代的變化
受到1995年（平成7年）的阪神大地震，阪急的車站大樓受到極大損害。2009年（平成19年）3月20日，阪神西大阪線延伸至近鐵難波站（現在的阪神難波線），同日起從阪神三宮站直通大阪市南部商業區（約為中央區、浪速區一帶）及奈良的列車開始營運。
2013年（平成25年）4月30日，阪急阪神控股將旗下企業的2個三宮車站改稱、阪急在2013年12月21日，而阪神也在2014年4月1日，都改成神戶三宮站。

### 年表
- 1905年（明治38年）4月12日 - 阪神電氣鐵道的神戶站（神戶雲井通站）開業[6]。。
- 1912年（大正元年）11月1日 - 隨著延伸至瀧道站（神戶站），本站改稱為三宮站[6]。
- 1931年（昭和6年）10月10日 - 隨著鐵道省（國鐵）東海道本線的高架化，同線的三之宮站移至現在地[7]。
- 1933年（昭和8年）6月17日-  隨著阪神將附近的路線地下化，三宮站改稱為神戶站，瀧道站廢止。
- 1936年（昭和11年）
  - 3月18日 - 由於阪神延伸至元町，再次改稱為三宮站。
  - 4月1日 - 阪神急行電鐵（現在的阪急電鉄）的神戶站開業[8]。
- 1968年（昭和43年）4月7日 - 神戶高速鐵道東西線開業[1]。同時阪急的神戶站改稱為三宮站[9]。
- 1981年（昭和56年）2月5日 - 神戶新交通港灣人工島線的三宮站開業[2]。
- 1985年（昭和60年）
  - 6月18日 - 神戶市營地下鐵西神・山手線的三宮站開業[3]。
- 1995年（平成7年）
  - 1月17日 - 發生阪神大地震，從本站出發或到達本站的列車全部停止營運。
  - 3月13日 - 阪急神戶本線的王子公園站到本站間，阪急車站重新開始營運[10]。
  - 3月16日 - 神戶市營地下鐵西神・山手線的車站重新開始營運[3][10]。
  - 6月1日 -  神戶高速鐵道東西線的（阪急）三宮站到花隈站之間重新營運[11]。
  - 6月12日 - 阪急神戶本線全線復駛[8]。
  - 6月26日 - 阪神本線全線復駛[10]。
  - 7月31日 -  本站到中公園站之間重新營運，神戶新交通的車站重新開始營業[12]。
- 2007年（平成19年）10月 - 阪神三宮站開始大規模改良工程。
- 2009年（平成21年）3月20日 - 由於阪神難波線的延伸，同日起從阪神三宮站直通大阪市南部商業區及奈良的列車開始營運。[1]。
- 2010年（平成22年）10月1日 -  隨著神戶高速鐵道的事業形態變更，東西線的（阪急）三宮駅和新開地站間稱為阪急神戶高速線。同時阪急的車站從與神戶高速鐵道的共同使用站變成阪急單獨使用的車站。
- 2012年（平成24年）
  - 3月20日 -  阪神三宮站新設東口[6]。
- 2013年（平成25年）
  - 3月20日 - 阪神三宮站的大規模改良工程竣工。
  - 12月21日 - 阪急三宮站改稱為神戶三宮站[4]。 同時導入車站編號[13]。
- 2014年（平成26年）4月1日 - 阪神三宮站也改稱為神戶三宮站[5]。 同時導入車站編號[14]。
- 2018年（平成30年）3月3日 - 神戶市營地下鐵西神・山手線的月台設置半高式月台門[15]。
- 2020年（令和2年）6月30日 - 阪神神戶三宮站於1、3號月台設置半高式月台門。由於對應阪神電車的6輛編成、4輛編成以及山陽電車的6輛編成、4輛編成、3輛編成的停靠位置，因此採用雙滑式對開門設計。
- 2022年（令和4年）3月 - 阪神神戶三宮站於2號月台設置月台門，由於屬近鐵規格，參考JR西日本設置升降繩索式月台門。

## 車站

### 神戶新交通
本站為島式月台1面2線的高架車站。車站編號為P01。2樓為大廳，3樓為月台。車站東側設有3個轉轍器。

#### 月台配置

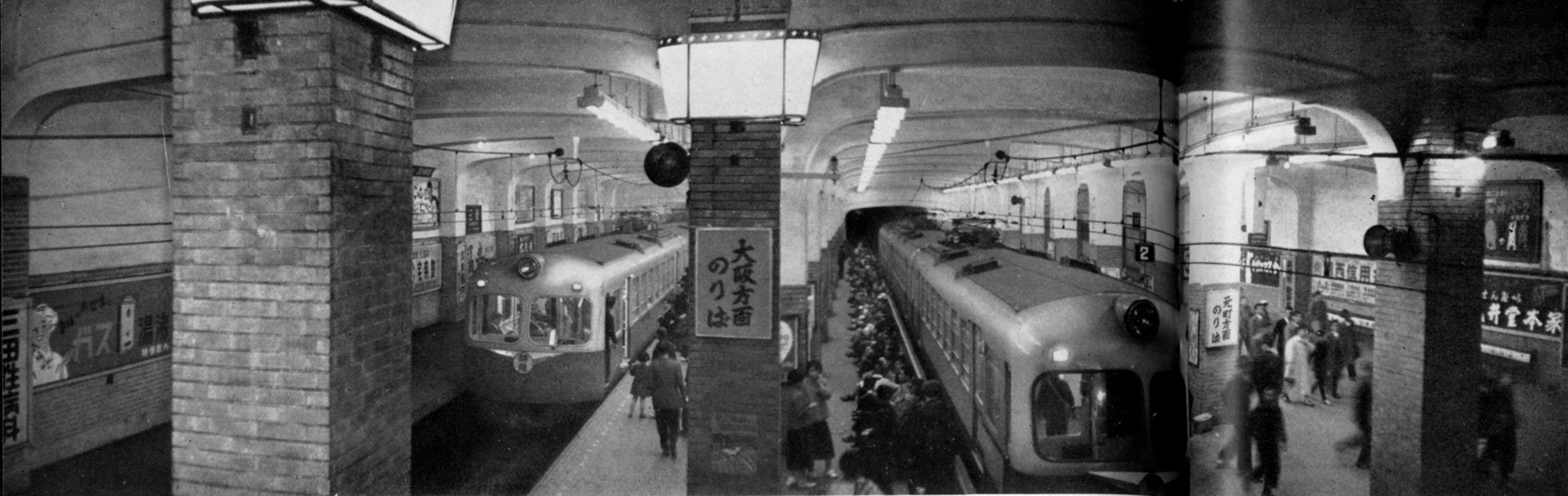
1954年阪神三宮站月台

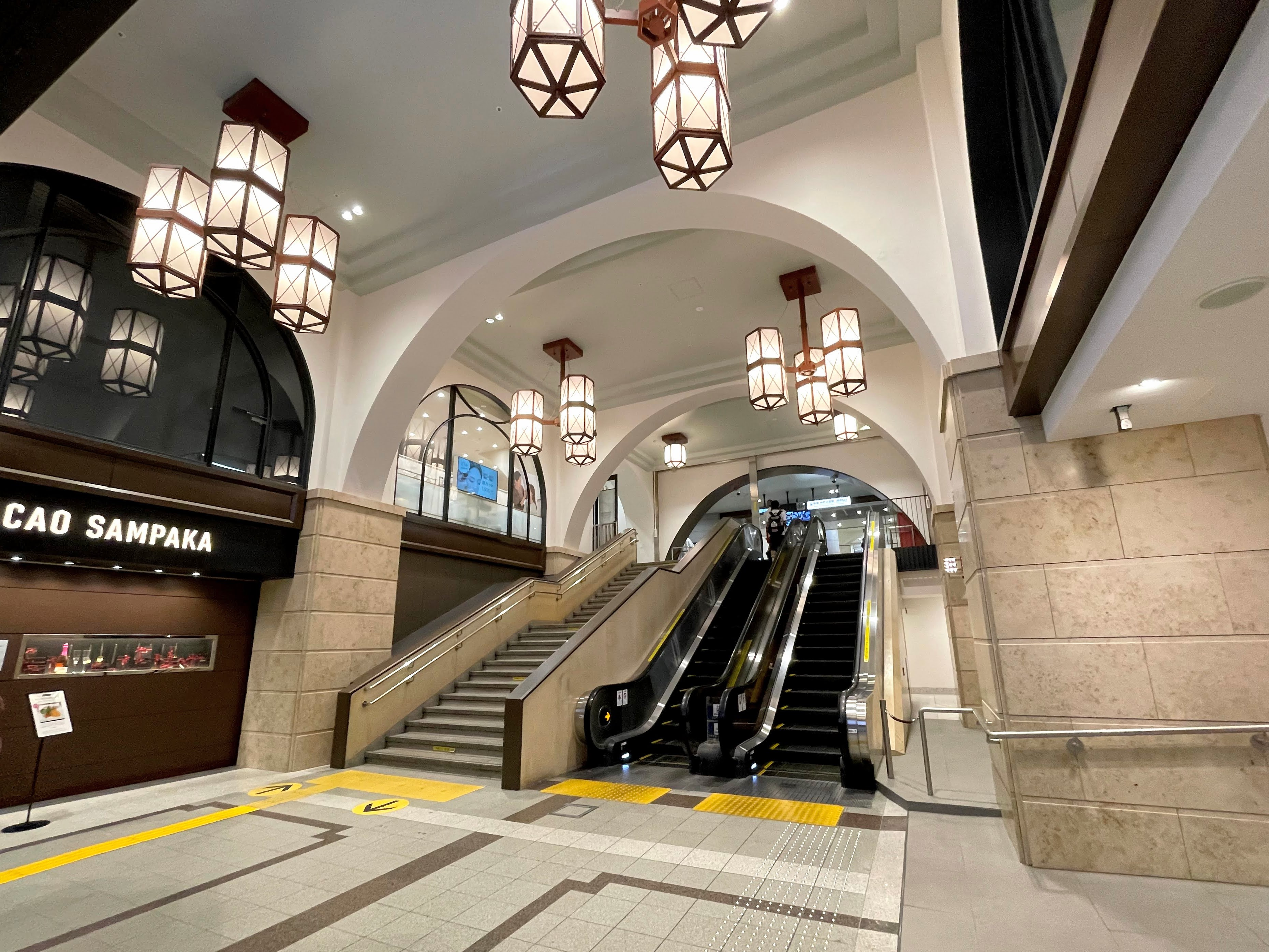
西驗票口（2021年9月）
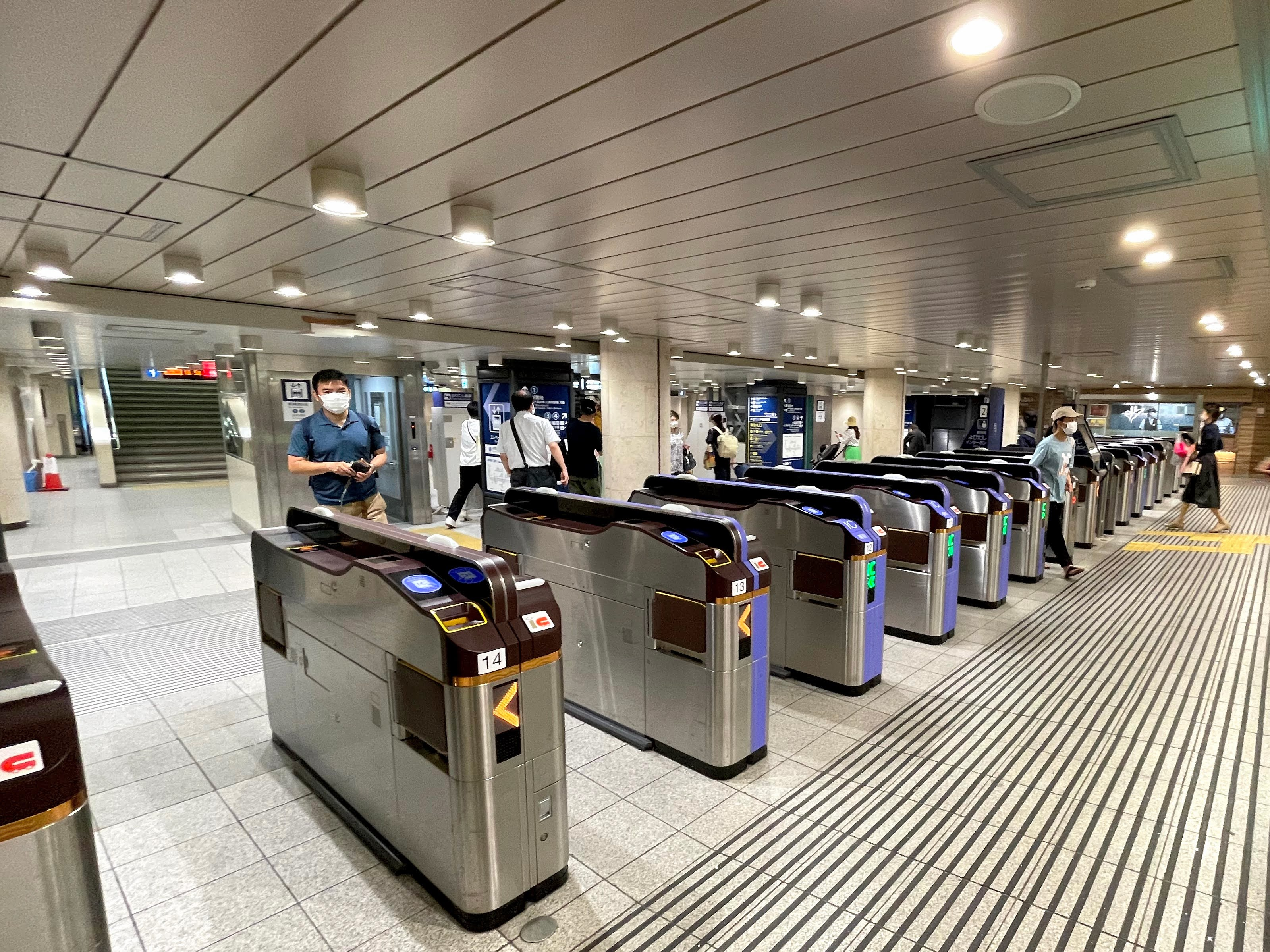
東驗票口（2021年9月）
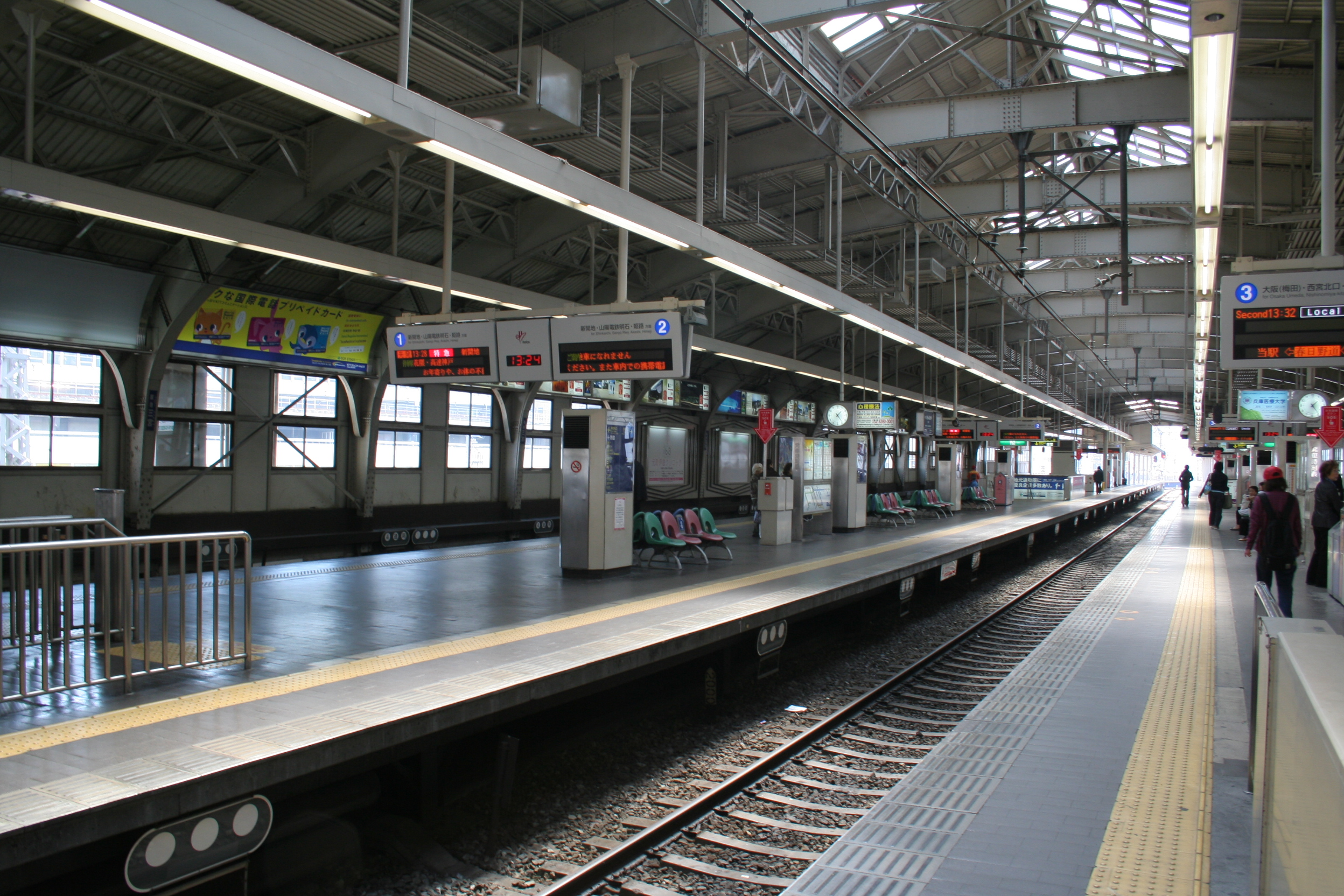
月台（2009年4月）

| 月台 | 路線          | 目的地               |
| ---- | ------------- | -------------------- |
| 1、2 | ■港灣人工島線 | 往 神戶機場 / 北埠頭 |

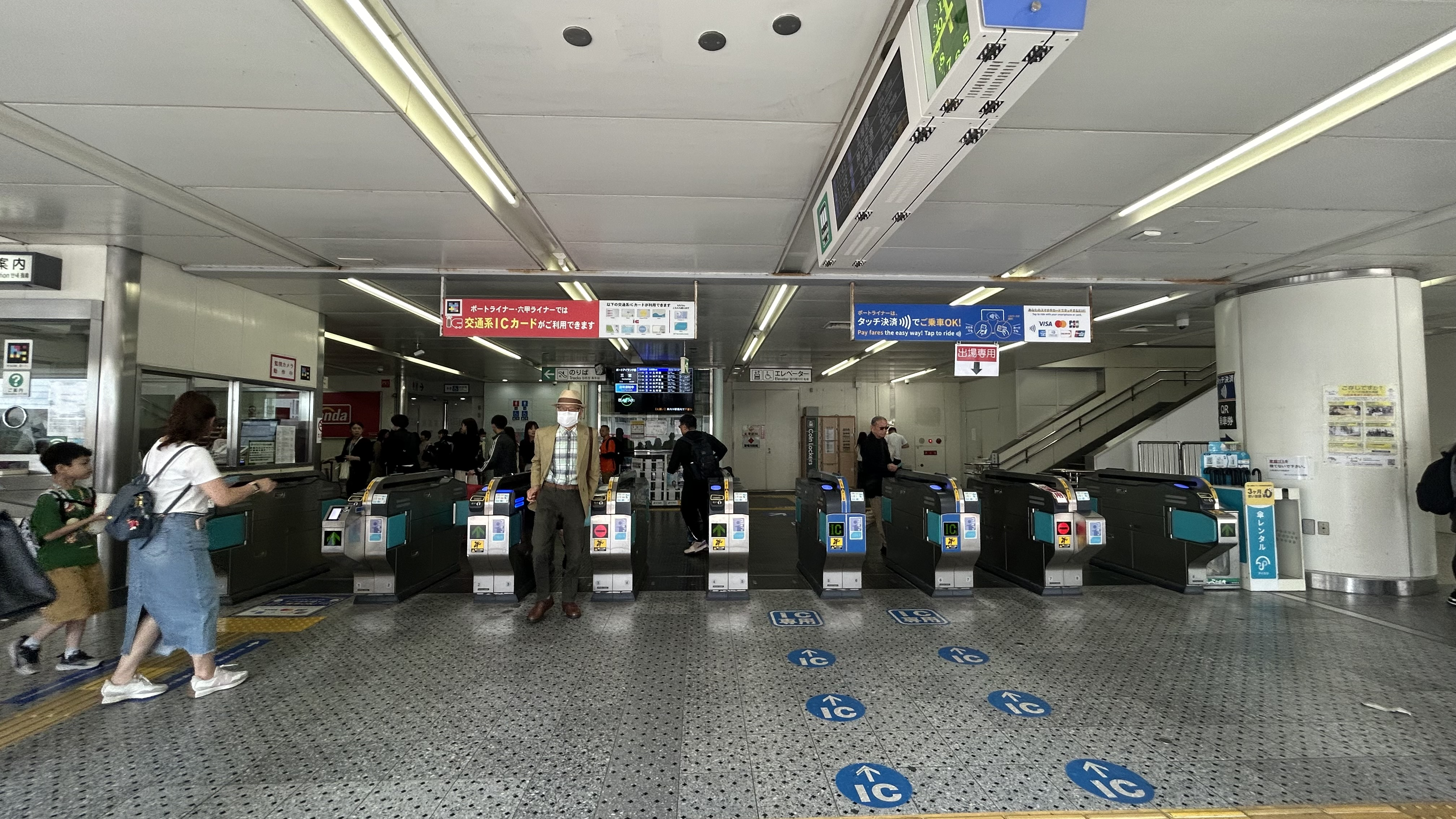
驗票閘口
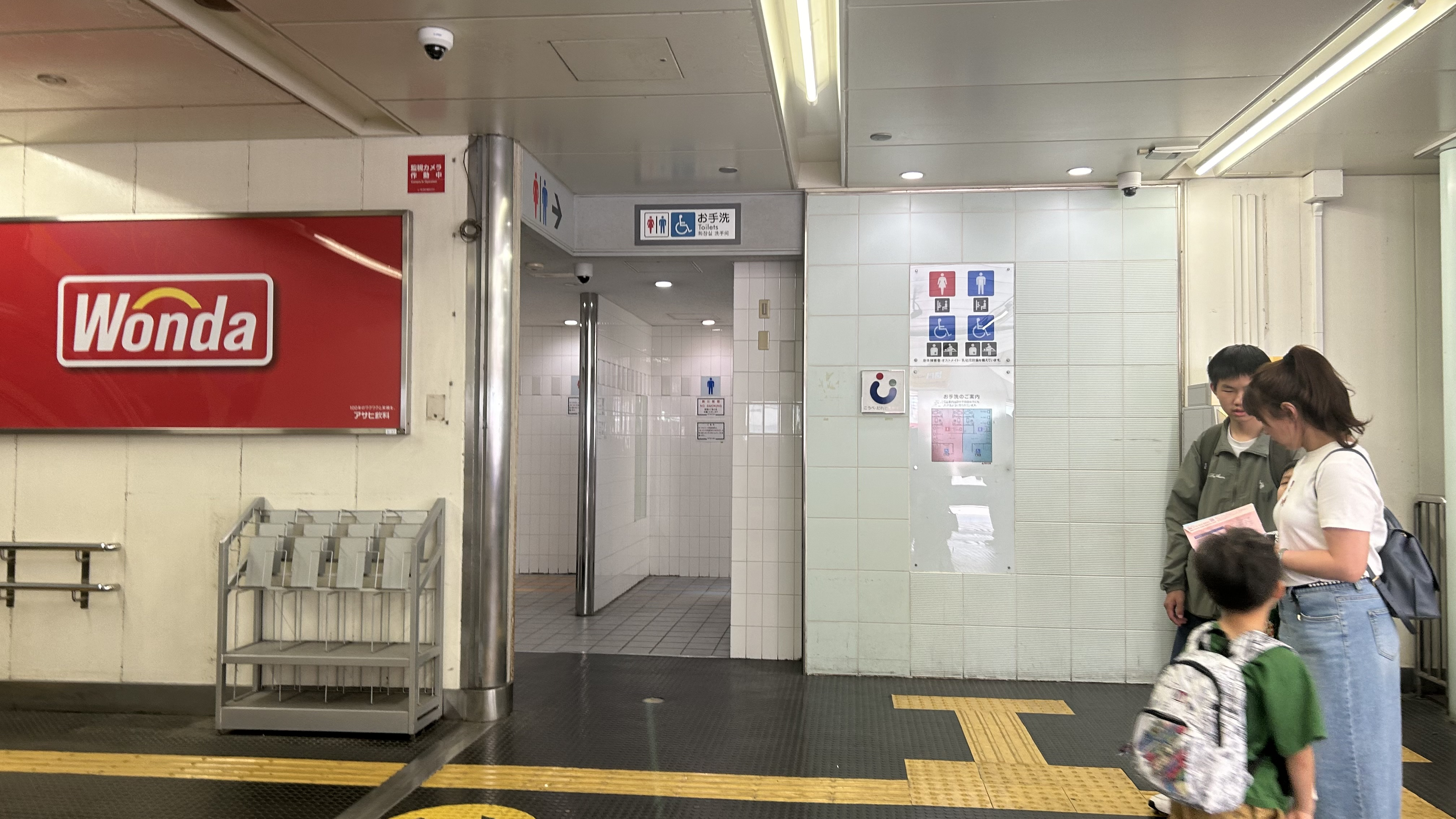
洗手间
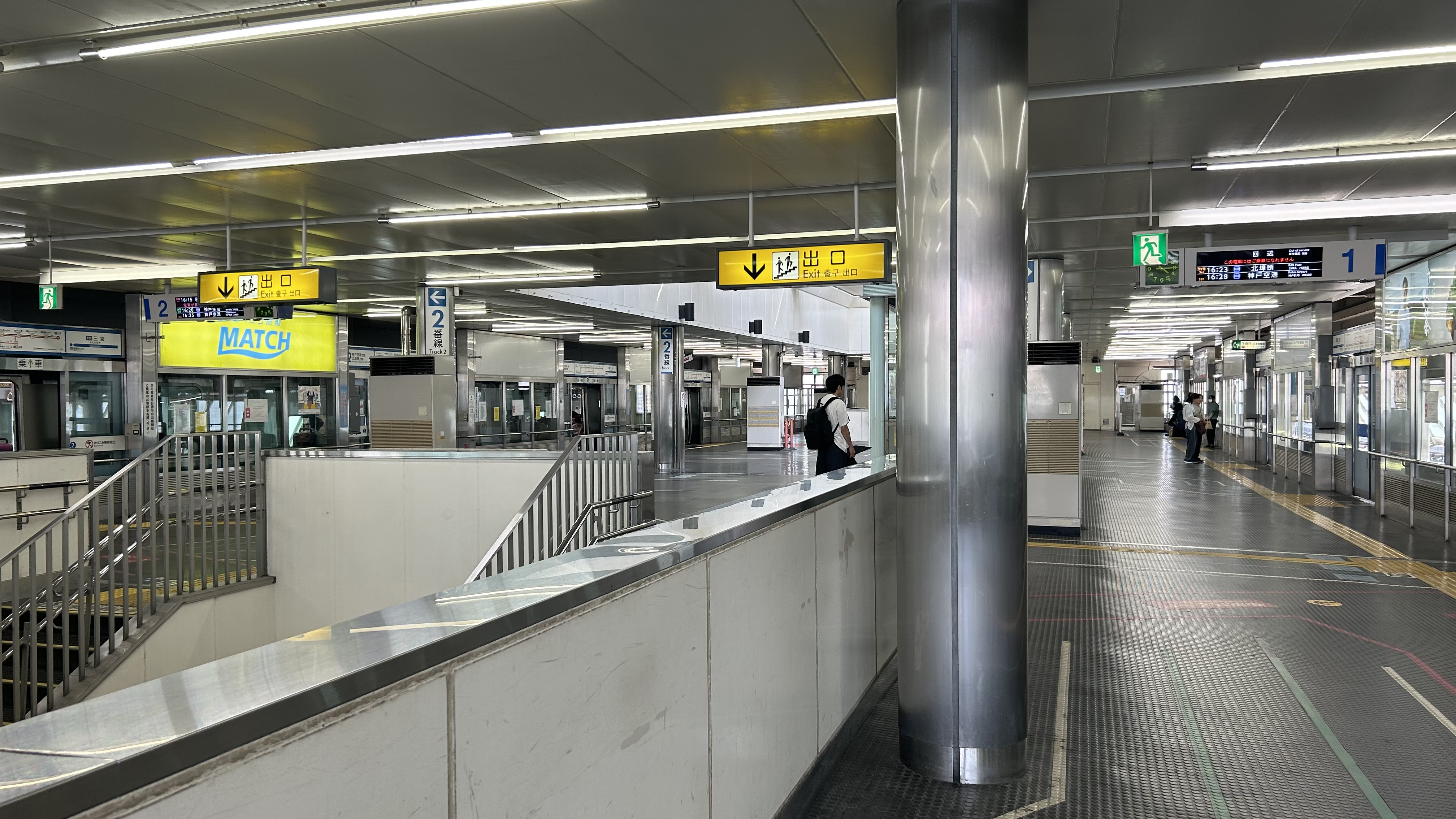
月台

### 神戶市營地下鐵
本站為側式月台1面1線×2層構造的地底車站。車站編號S03。車站形象為「國際性與未來志向」。地下1樓為驗票口，地下2樓為1號月台（往新神戶、谷上），地下3樓為2號月台（往西神中央）。驗票口分別為東口與西口。東出口有1 - 8號，而西出口則是1 - 3號。東口可以轉乘阪急，要轉乘阪神和地下鐵海岸線（須經過Santica）也可藉由地下連絡道路到達。東出口3、7、8號與東驗票口內設有電梯。2018年2月23日起，西驗票口內也開始增設電梯工程，預定於同年12月底完成施工。
1985年，大倉山站至新神戶站間延伸開通，住在西神、須磨新城的市民可利用本線到達神戶市中心，本站成為神戶市營地下鐵中乘客數量最多的車站。
2018年起，月台裝上半高式月台門，是神戶市營地下鐵中第一個裝上的車站。。

#### 月台配置
| 月台 | 路線        | 目的地                          |
| ---- | ----------- | ------------------------------- |
| 1    | 西神·山手線 | 往 新神戶、谷上                 |
| 2    | 西神·山手線 | 往 名谷、綜合運動公園、西神中央 |

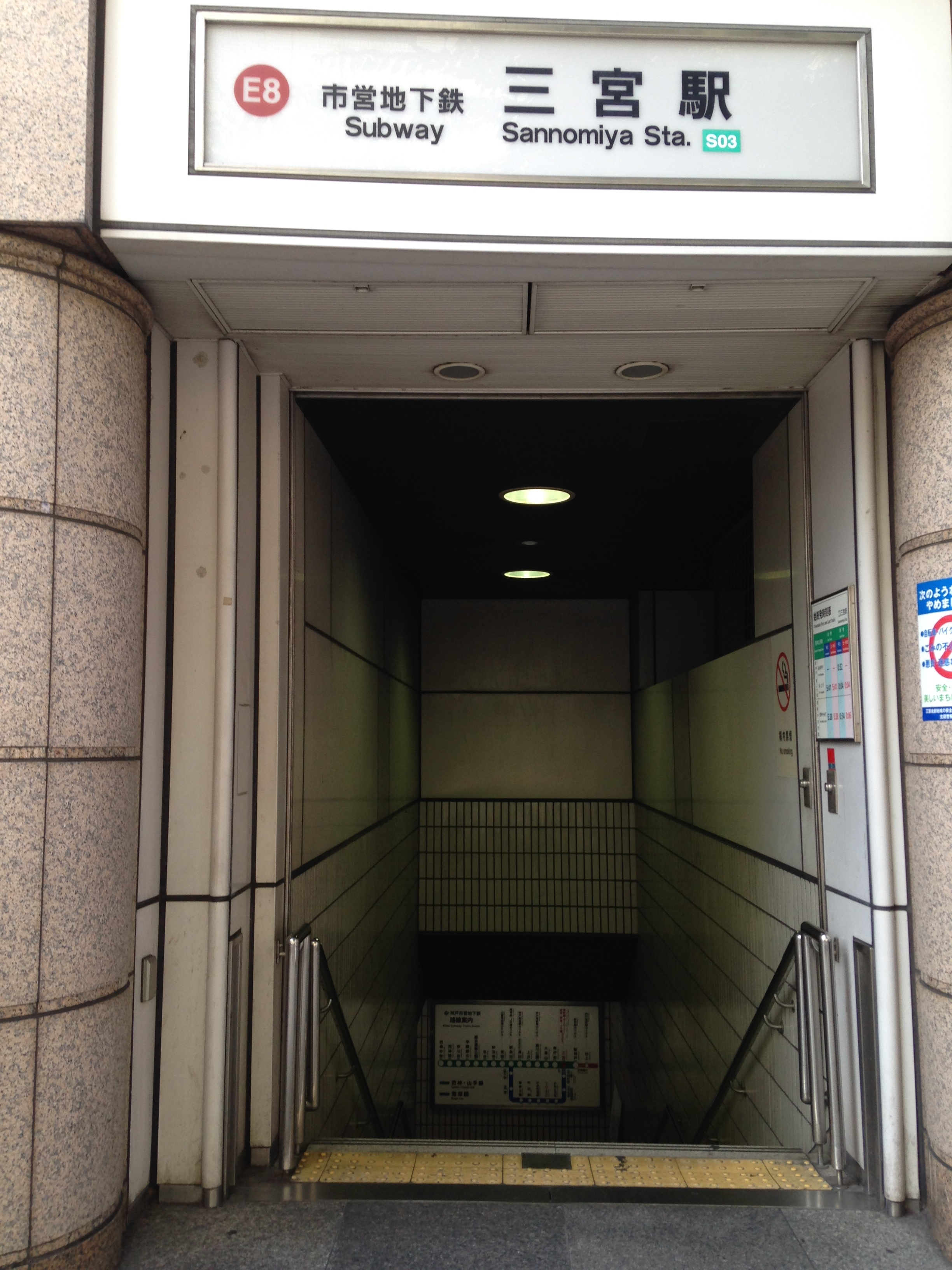
E8出入口（2015年9月）
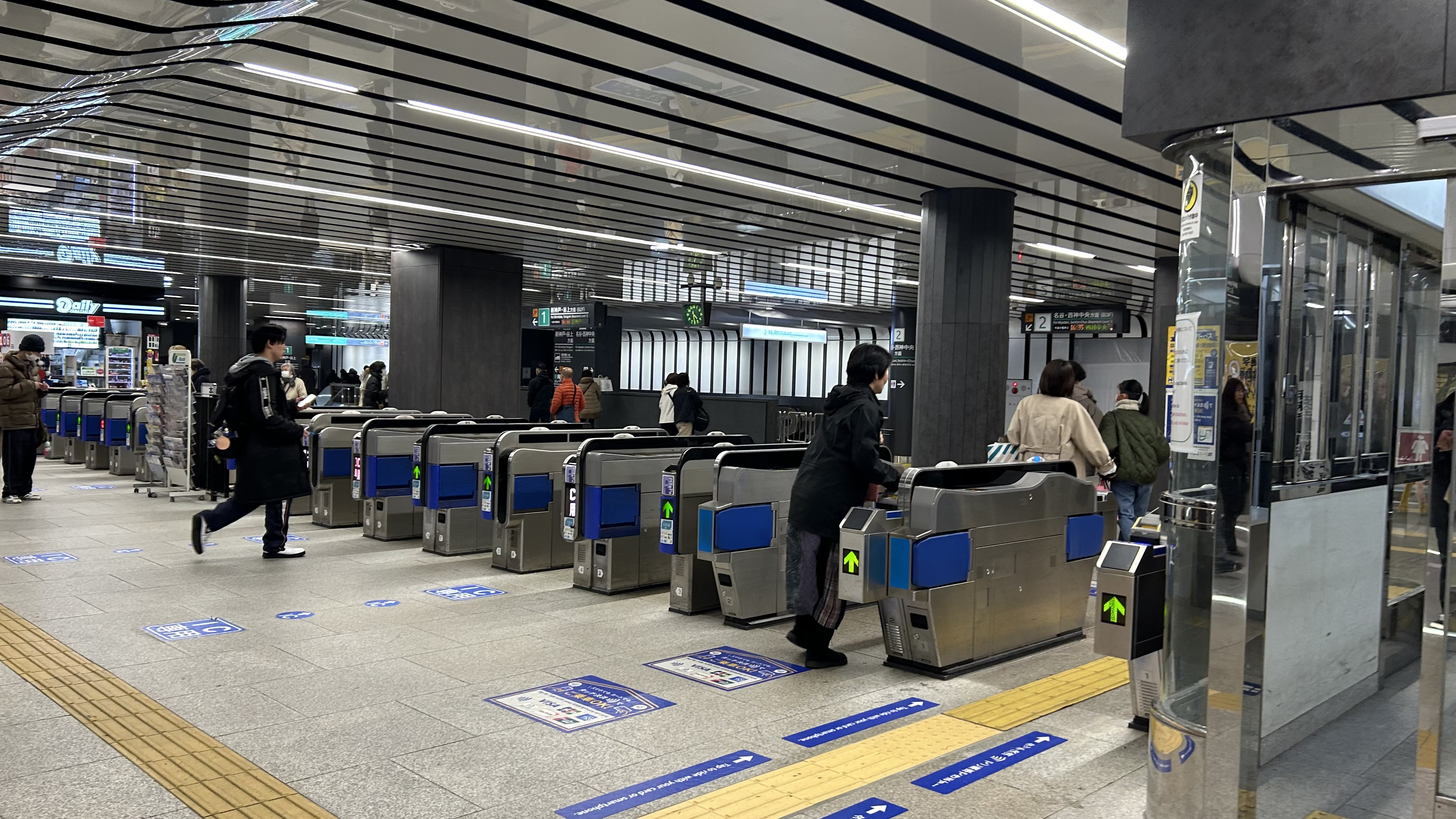
東驗票閘口（2024年12月）
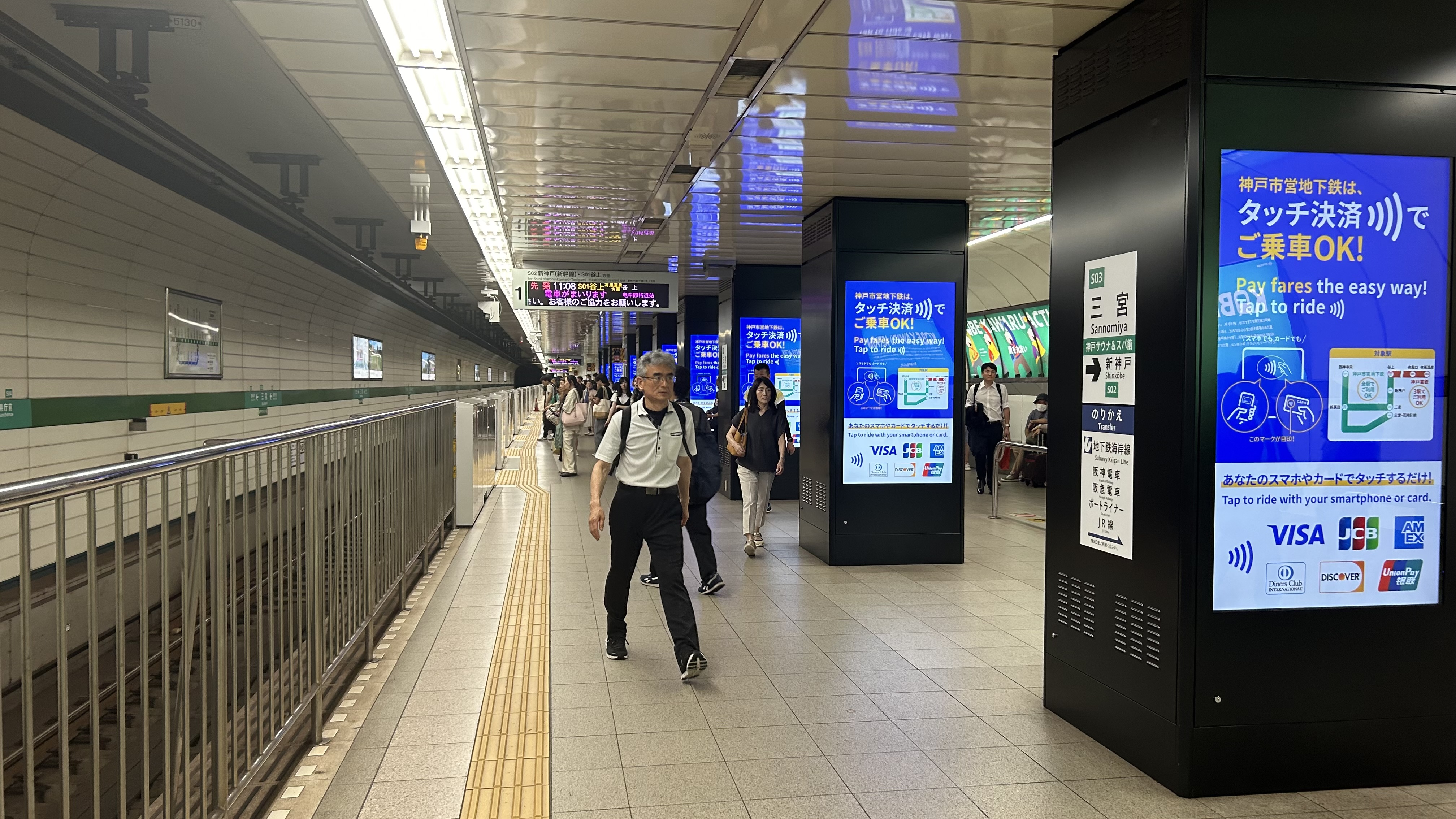
1號月台 (2024年7月)
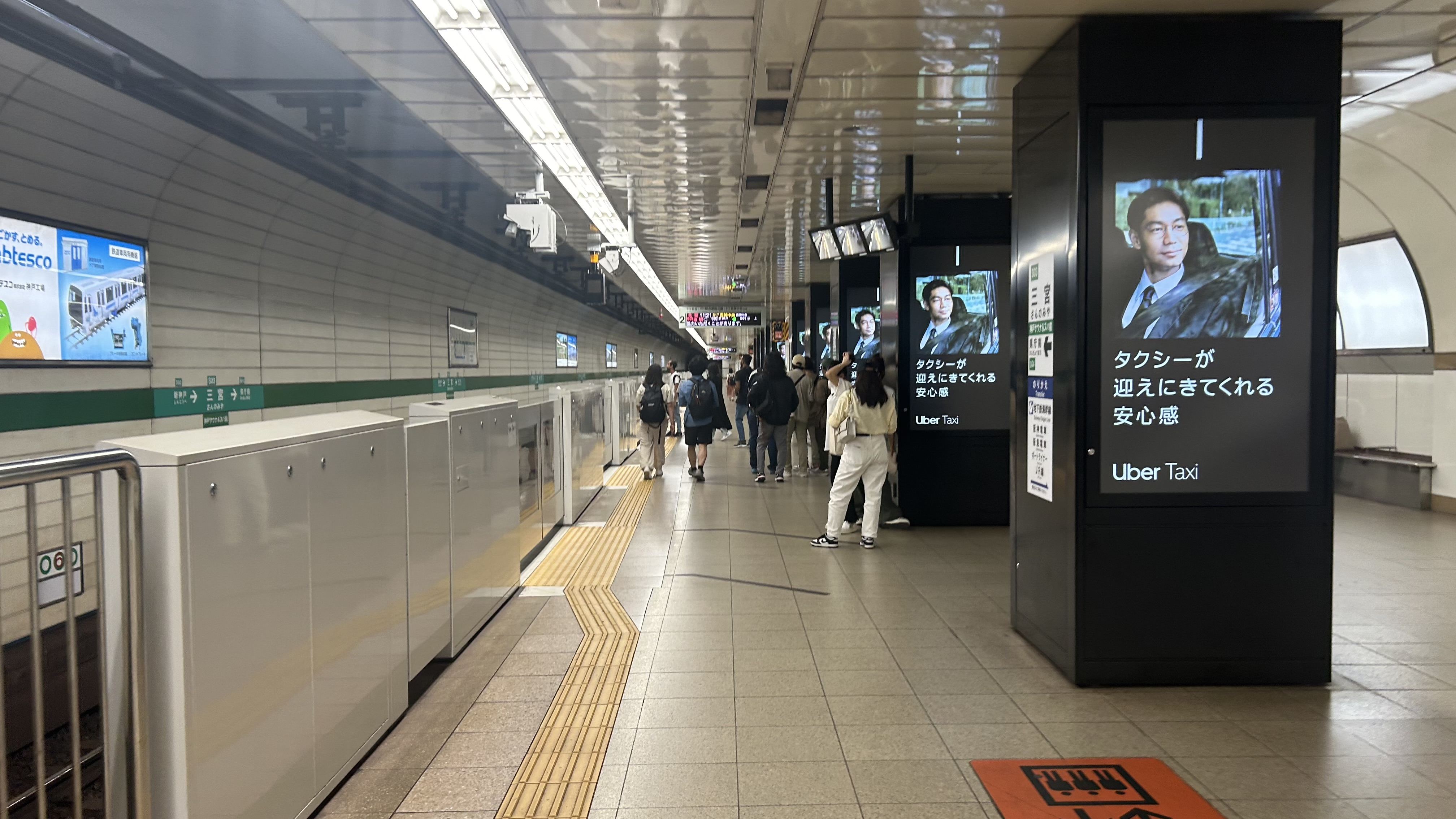
2號月台 (2024年7月)

### 阪神電氣鐵道
本站為島式月台2面3線的地底車站。地下1樓部分為大廳，地下2樓部分為月台。由於阪神電鐵與近畿日本鐵道直通運行，因此於阪神神戶三宮站的阪神電車旅客服務中心設有近鐵特急售票服務處，搭乘阪神電鐵的旅客可先購買近鐵特急車票，再搭乘阪神電車由神戶三宮坐往大阪難波轉乘近鐵特急列車前往近鐵名古屋以及伊勢志摩方向。
月台門方面，1號與3號月台屬於阪神電氣鐵道、山陽電氣鐵道規格月台，已於2021年加裝半高式月台門，預計2022年啟用，至於2月台則屬於近畿日本鐵道規格月台，由於必須適應近鐵特急等寬體式車體結構對應，因此將於2022年參考JR西日本加裝升降繩索式月台門。
月台長度方面，有效長度可停靠8輛編成，但由於目前阪神電氣鐵道、山陽電氣鐵道直通特急運行車廂數量為6輛編成（部分列車為3～4輛編成運行），1號與3號月台短期內月台門長度維持6輛編成，7、8號車廂則以鐵柵欄臨時架設以預留未來擴充至8輛編成之月台門，2月台則是於2020年3月改點快速急行（神戶三宮～近鐵奈良）擴編為8輛編成運行，因此2月台已於2020年2月進行8輛化改造工程，並預留未來近鐵特急「Shimakaze」、「Hinotori」等延長直通班次。

#### 月台配置
| 月台 | 路線 | 方向 | 目的地 | 備註             | 月台長度 | 月台門型式                           |
| ---- | ---- | ---- | --- | ---------------- | -------- | ------------------------------------ |
| 1    | 本線 | 上行 | ■直通特急、特急、■普通往甲子園、尼崎、大阪梅田 ■快速急行往難波、奈良                                                                            | 2021年增設月台門 | 6輛編成  | 半高式月台門（雙滑式對開門設計）     |
| 2    | 本線 | 上行 | ■快速急行往甲子園・尼崎・難波・奈良 ■普通往甲子園・尼崎・大阪（梅田）（假日7時・8時一部分列車） □近鐵特急往近鐵名古屋・伊勢志摩（團體貸切列車） | 本站折返専用     | 8輛編成  | 升降繩索式月台門（近鐵特急列車對應） |
| 2    | 本線 | 下行 | 下車專用月台 | 本站折返専用     | 8輛編成  | 升降繩索式月台門（近鐵特急列車對應） |
| 3    | 本線 | 下行 | ■普通往高速神戶、新開地 ■直通特急、特急往明石、姬路                                                                                             | 2021年增設月台門 | 6輛編成  | 半高式月台門（雙滑式對開門設計）     |

- 1954年阪神三宮站月台

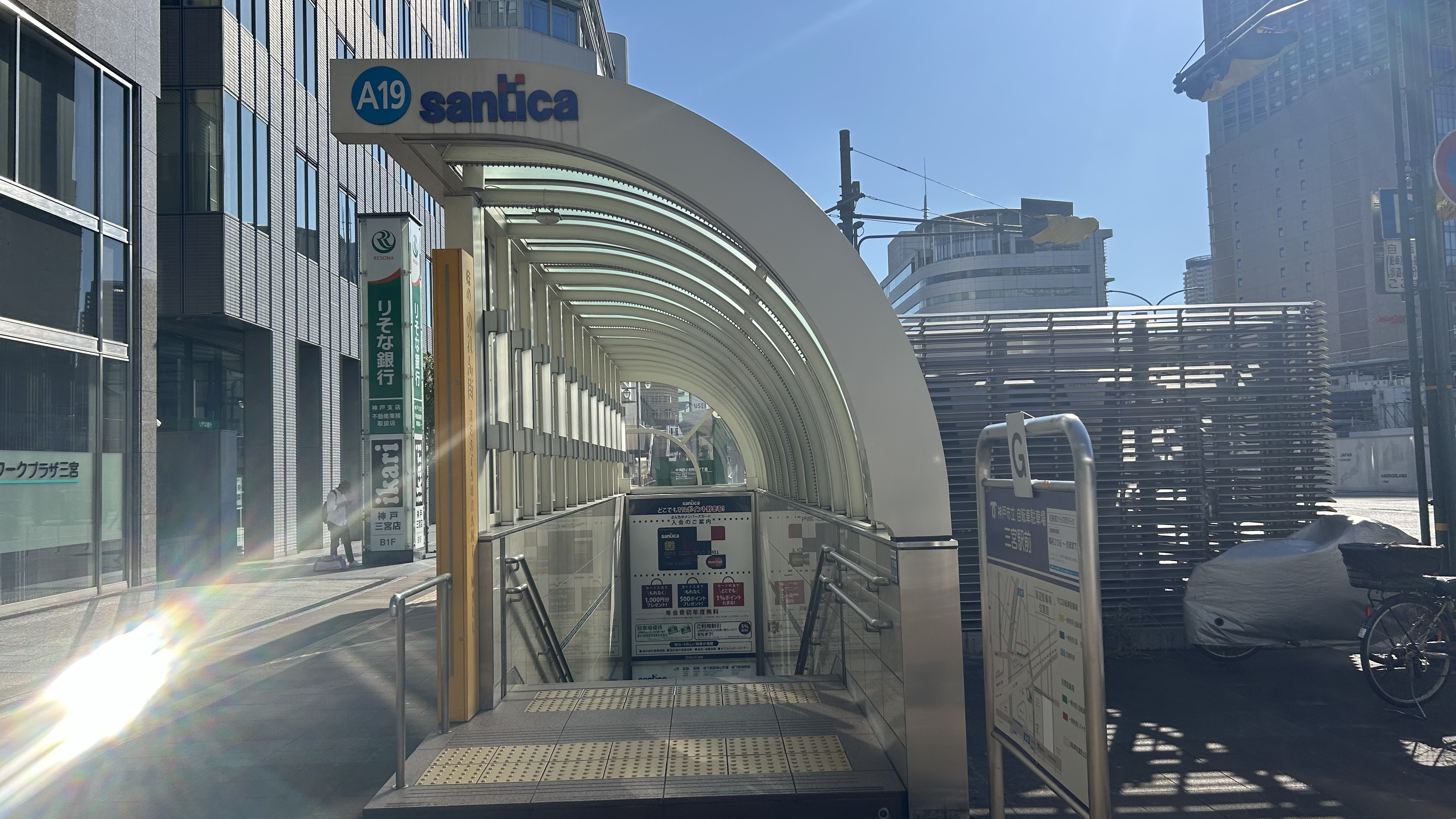
A19出入口（2024年8月）
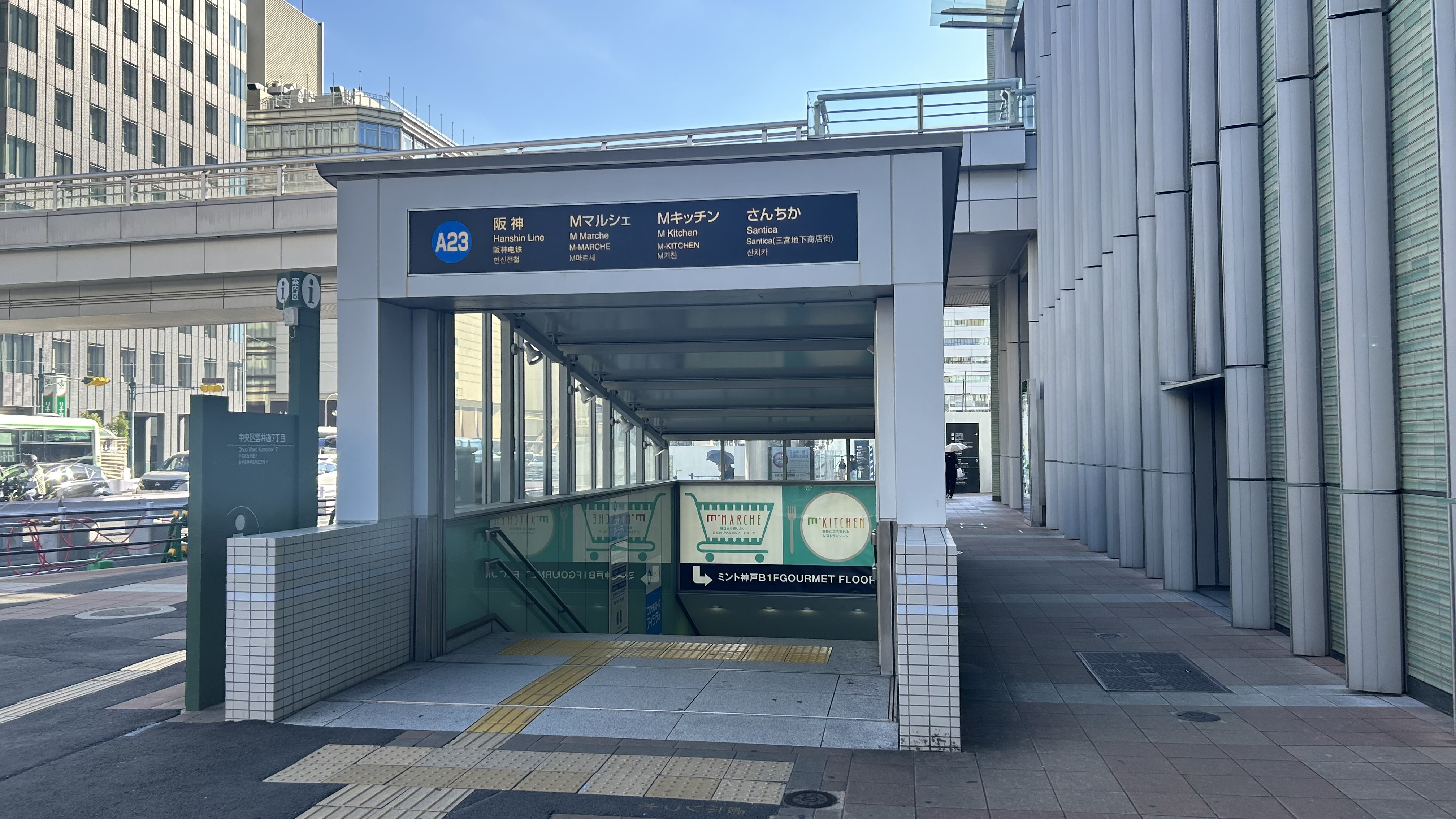
A23出入口（2024年8月）
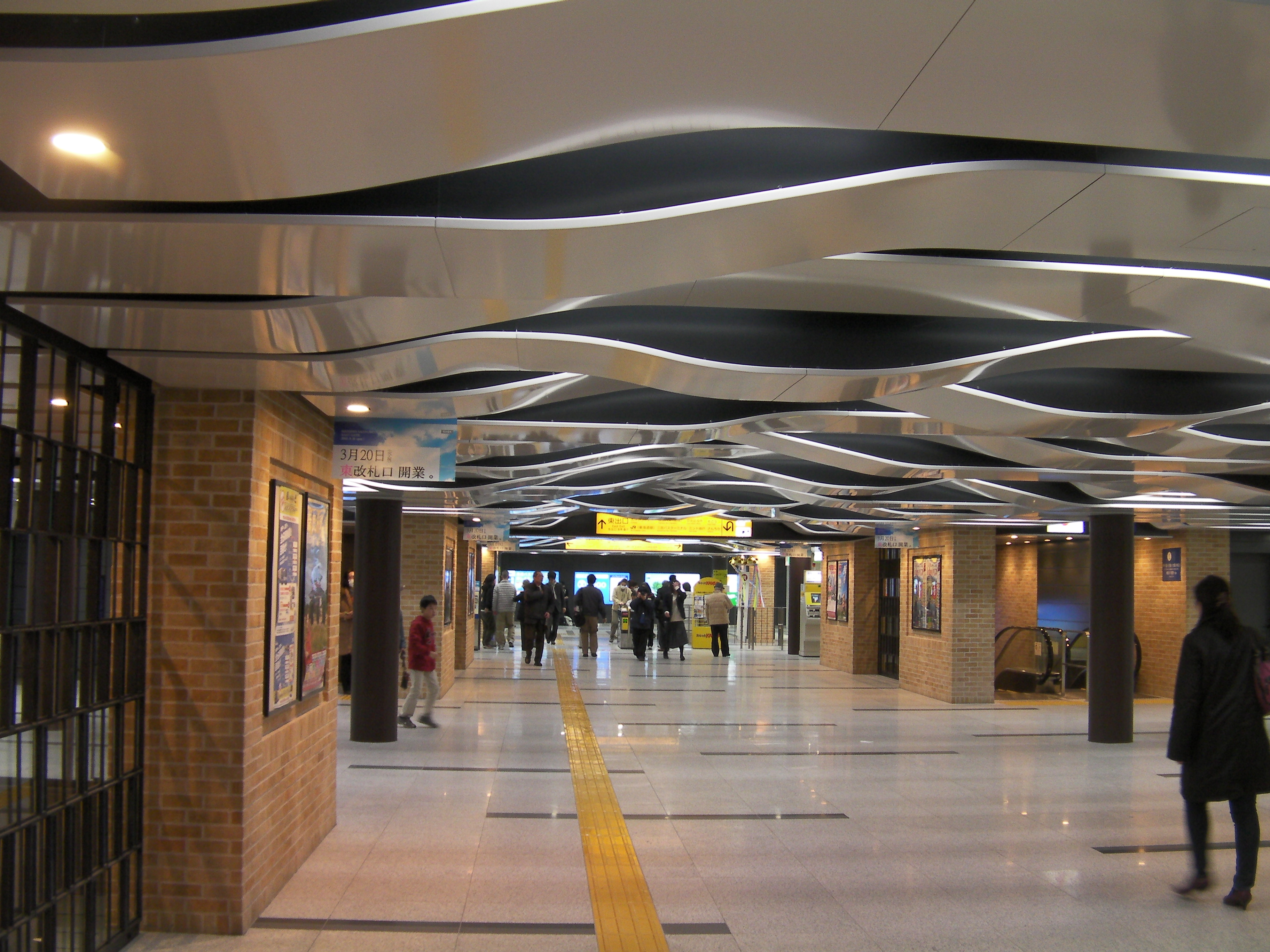
東口車站大廳（2012年3月）
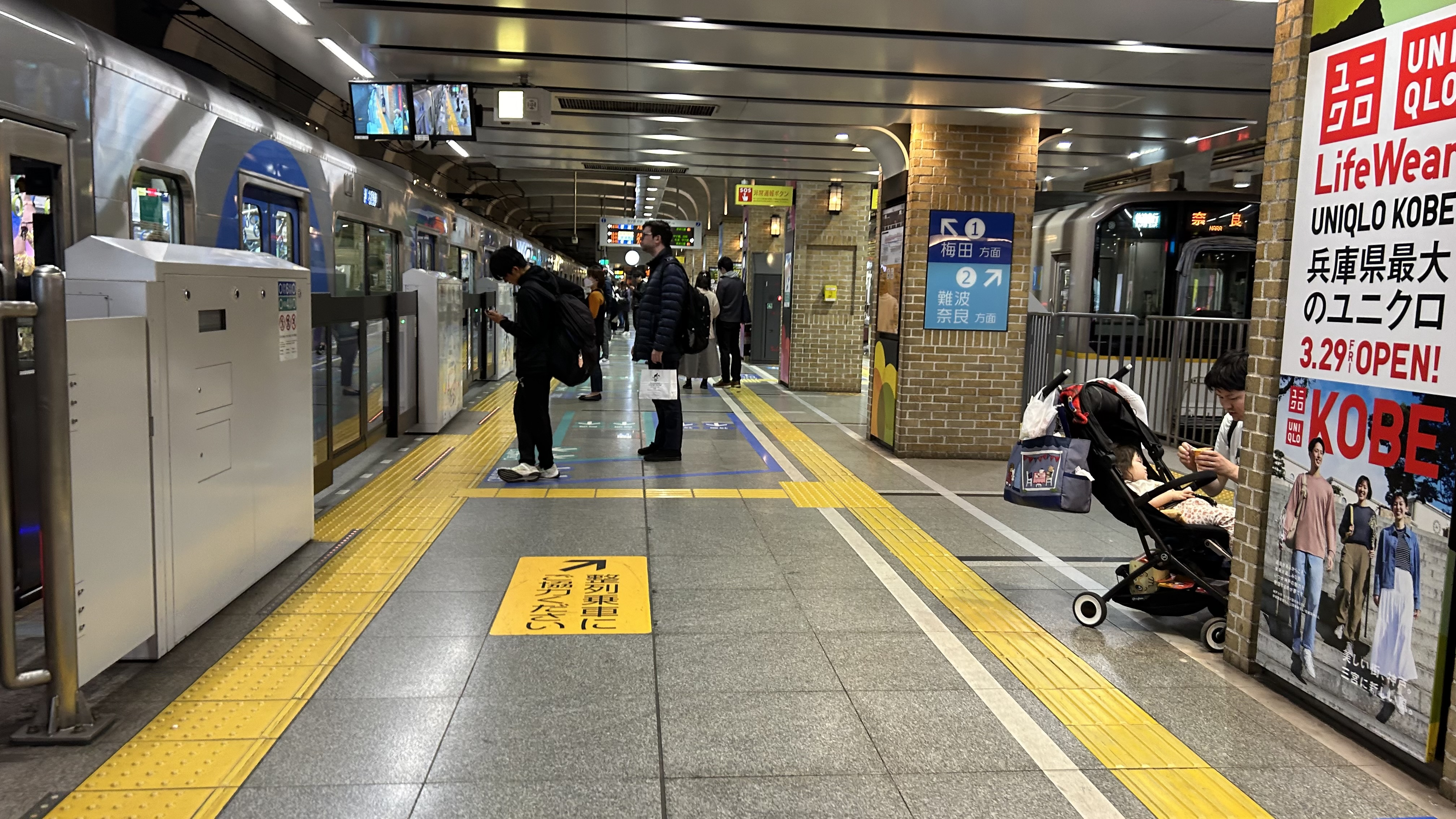
1號與2號月台（2024年3月）
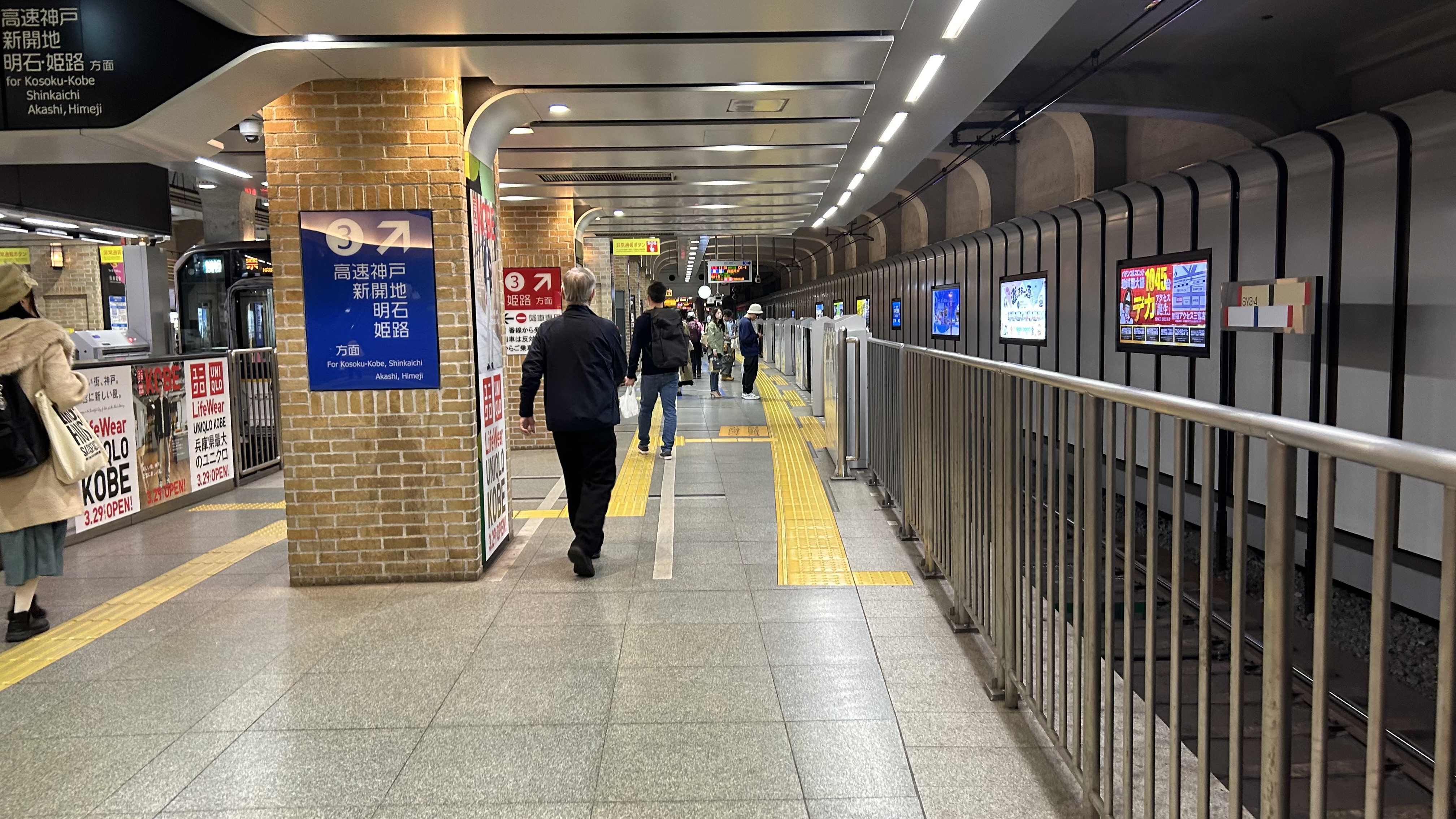
3號月台 (2024年3月)

### 阪急電鐵
本站為島式月台2面3線的高架車站。中線位在上下線月台間。車站編號為HK-16。本站當初稱作神戶站，但隨著神戶高速鐵道開通時改稱為三宮站。阪急電鐵為了強調本站為終點站，將本站稱作神戶三宮站，2013年（平成25年）12月21日，神戶三宮站成為正式站名。但若是搭乘神戶高速線到本站，為了與阪神的神戶三宮站做區別，會將本站稱作阪急神戶三宮。
1980年11月前，其他的三宮車站（三之宮站）都位於神戶市葺合區，只有阪急車站位於生田區，但隨著同年12月兩區的合併，全部都隸屬於中央區。

#### 月台配置
| 月台 | 路線       | 方向 | 目的地                            | 備註               |
| ---- | ---------- | ---- | --------------------------------- | ------------------ |
| 1    | 神戶高速線 | 下行 | 往 新開地、 山陽（明石、姬路）    |                    |
| 2    | 神戶高速線 | 下行 | 往 新開地、 山陽（明石、姬路）    | 原則上以本站為終點 |
| 3    | 神戶本線   | 上行 | 往 大阪梅田、西宮北口、京都、寶塚 | 在本站折返         |
| 4    | 神戶本線   | 上行 | 往 大阪梅田、西宮北口、京都、寶塚 |                    |

- 西驗票口（2021年9月）
- 東驗票口（2021年9月）
- 月台（2009年4月）

## 使用狀況
- 阪神電氣鐵道 - 2020年度1日平均上車人次為41,639人。
同公司的車站中僅次大阪梅田站排名第2。2009年3月阪神難波線開業後，2010年度較前年度增加4,700人，上車人次超過5萬人。
- 阪急電鐵（神戶線） - 2021年全年1日平均上下車人次為77,001人[20]。
不包含與神戶高速線的直通搭乘人次，在同公司的車站中僅次於大阪梅田站與西宮北口站排名第3。
- 神戶高速鐵道 - 2020年度1日平均上車人次為5,082人。
不包含與阪急神戶線的直通搭乘人次，同路線的車站中次於高速神戶站、新開地站、高速長田站排名第4。
- 神戶市交通局 - 2020年度1日平均上車人次為44,495人[21]。
同局的車站中排名第1。隨著2001年7月海岸線的開通，2002年度較前年度減少4,700人，乘車人次少於6萬人。但2004年起再度上昇，2009年再次超過6萬人。
- 神戶新交通 - 2020度年1日平均上車人次為22,880人。
同公司的車站中排名第1，在日本的新交通系統中也排名第1（第2名為百合海鷗號的新橋站）。

### 年度別一日平均上車人次
各年度一日平均上車人次如下表。
- 阪急電鐵和神戶高速的數值，不含直通人次。

| 年度               | 阪神電氣鐵道     | 阪神電氣鐵道 | 阪急電鐵・神戶高速鐵道 | 阪急電鐵・神戶高速鐵道 | 阪急電鐵・神戶高速鐵道 | 阪急電鐵・神戶高速鐵道 | 神戶市交通局     | 神戶市交通局 | 神戶新交通       | 神戶新交通   |
| 年度               | 本線             | 本線         | 神戶線                 | 神戶線                 | 阪急神戶高速線         | 阪急神戶高速線         | 西神・山手線     | 西神・山手線 | 港灣人工島線     | 港灣人工島線 |
| 年度               | 1日平均 上車人次 | 増加率       | 1日平均 上車人次       | 増加率                 | 1日平均 上車人次       | 増加率                 | 1日平均 上車人次 | 増加率       | 1日平均 上車人次 | 増加率       |
| ------------------ | ---------------- | ------------ | ---------------------- | ---------------------- | ---------------------- | ---------------------- | ---------------- | ------------ | ---------------- | ------------ |
| 1995年（平成07年） | 40,344           |              | 54,049                 |                        | 7,650                  |                        | 70,830           |              | 17,464           |              |
| 1996年（平成08年） | 46,526           | 15.3%        | 63,712                 | 17.9%                  | 11,367                 | 48.6%                  | 71,525           | 1.0%         | 23,885           | 36.8%        |
| 1997年（平成09年） | 43,340           | -6.8%        | 60,603                 | -4.9%                  | 10,759                 | -5.3%                  | 69,917           | -2.2%        | 20,885           | -12.6%       |
| 1998年（平成10年） | 42,074           | -2.9%        | 58,151                 | -4.0%                  | 10,515                 | -2.3%                  | 69,005           | -1.3%        | 19,447           | -6.9%        |
| 1999年（平成11年） | 40,866           | -2.9%        | 57,038                 | -1.9%                  | 10,230                 | -2.7%                  | 66,484           | -3.7%        | 19,183           | -1.4%        |
| 2000年（平成12年） | 42,181           | 3.2%         | 56,386                 | 1.2%                   | 10,134                 | -0.9%                  | 62,823           | -5.5%        | 18,233           | -5.0%        |
| 2001年（平成13年） | 42,858           | 1.6%         | 58,121                 | 3.1%                   | 9,885                  | -2.5%                  | 62,585           | -0.4%        | 18,932           | 3.8%         |
| 2002年（平成14年） | 42,266           | -1.4%        | 56,847                 | -2.2%                  | 9,633                  | -2.5%                  | 57,899           | -7.5%        | 18,370           | -3.0%        |
| 2003年（平成15年） | 42,716           | 1.1%         | 56,276                 | -1.0%                  | 9,410                  | -2.3%                  | 57,099           | 0.4%         | 18,314           | -0.3%        |
| 2004年（平成16年） | 41,526           | -2.8%        | 55,221                 | -1.9%                  | 9,186                  | -2.4%                  | 56,599           | -0.9%        | 18,326           | 0.1%         |
| 2005年（平成17年） | 41,909           | 0.9%         | 58,150                 | 5.3%                   | 9,087                  | -1.1%                  | 56,684           | 0.1%         | 19,484           | 6.3%         |
| 2006年（平成18年） | 42,446           | 1.3%         | 57,336                 | -1.4%                  | 7,832                  | -13.8%                 | 57,734           | 1.9%         | 23,222           | 19.2%        |
| 2007年（平成19年） | 44,065           | 3.8%         | 59,822                 | 4.3%                   | 7,934                  | 1.3%                   | 58,598           | 1.5%         | 25,607           | 10.3%        |
| 2008年（平成20年） | 44,969           | 2.1%         | 62,013                 | 3.7%                   | 7,769                  | -2.1%                  | 59,250           | 1.1%         | 27,512           | 7.4%         |
| 2009年（平成21年） | 45,898           | 2.1%         | 59,120                 | -4.7%                  | 7,682                  | -1.1%                  | 60,242           | 1.7%         | 27,819           | 1.1%         |
| 2010年（平成22年） | 50,608           | 10.3%        | 60,282                 | 2.0%                   | 7,769                  | 1.1%                   | 60,835           | 1.0%         | 28,685           | 3.1%         |
| 2011年（平成23年） | 51,022           | 0.8%         | 61,052                 | 1.3%                   | 7,866                  | 1.2%                   | 60,824           | 0.0%         | 29,516           | 2.9%         |
| 2012年（平成24年） | 49,962           | -2.1%        | 62,438                 | 2.3%                   | 8,293                  | 5.4%                   | 61,730           | 1.5%         | 30,186           | 2.3%         |
| 2013年（平成25年） | 50,529           | 1.1%         | 63,438                 | 1.6%                   | 8,233                  | -0.7%                  | 60,732           | -1.6%        | 30,822           | 2.1%         |
| 2014年（平成26年） | 50,194           | -0.7%        | 60,564                 | -4.5%                  | 7,895                  | -4.3%                  | 59,986           | -1.2%        | 31,504           | 2.2%         |
| 2015年（平成27年） | 52,549           | 4.6%         | 63,123                 | 4.2%                   | 8,025                  | 1.6%                   | 60,860           | 1.4%         | 33,620           | 6.7%         |
| 2016年（平成28年） | 53,058           | 1.0%         | 63,674                 | 0.9%                   | 8,016                  | -0.1%                  | 60,578           | -0.5%        | 35,584           | 5.8%         |
| 2017年（平成29年） | 56,044           | 5.6%         | 63,860                 | 0.3%                   | 7,521                  | -6.6%                  | 61,204           | 1.0%         | 36,526           | 2.6%         |
| 2018年（平成30年） | 56,973           | 1.7%         | 62,499                 | -2.2%                  | 7,556                  | 0.5%                   | 61,642           | 0.7%         | 37,597           | 2.9%         |
| 2019年（令和元年） | 56,577           | -0.7%        | 62,934                 | 0.7%                   | 7,415                  | -1.9%                  | 60,789           | -1.4%        | 36,680           | -2.5%        |
| 2020年（令和2年）  | 41,639           | -26.4%       | 45,978                 | -26.9%                 | 5,082                  | -31.5%                 | 44,495           | -26.8%       | 22,880           | -37.6%       |

### 阪急電鐵年次別一日上下車、上車人次
阪急電鐵的一日平均上下車、上車人次如下表。
- 2007年到2015年的數值為平日1日平均上下車、上車人次。
- 2016年以後的數值為1日平均上下車、上車人次。
- 不包含直通神戶高速線的人次。

| 年次               | 平日限定 上下車人次 | 平日限定 上車人次 | 全年平均 上下車人次 | 全年平均 上車人次 |
| ------------------ | ------------------- | ----------------- | ------------------- | ----------------- |
| 2007年（平成19年） | 107,928             | 53,631            | -                   | -                 |
| 2008年（平成20年） | 110,419             | 54,867            | -                   | -                 |
| 2009年（平成21年） | 108,259             | 54,639            | -                   | -                 |
| 2010年（平成22年） | 111,477             | 55,839            | -                   | -                 |
| 2011年（平成23年） | 111,454             | 55,898            | -                   | -                 |
| 2012年（平成24年） | 113,367             | 56,624            | -                   | -                 |
| 2013年（平成25年） | 112,377             | 55,730            | -                   | -                 |
| 2014年（平成26年） | 112,709             | 56,070            | -                   | -                 |
| 2015年（平成27年） | 113,651             | 56,545            | -                   | -                 |
| 2016年（平成28年） | -                   | -                 | 108,868             | 54,308            |
| 2017年（平成29年） | -                   | -                 | 106,816             | -                 |
| 2018年（平成30年） |                     |                   | 105,176             | -                 |
| 2019年（令和元年） |                     |                   | 105,849             | -                 |
| 2020年（令和2年）  |                     |                   | 73,451              |                   |
| 2021年（令和3年）  |                     |                   | 77,001              |                   |

## 車站周邊
- 車站東側（神戶新交通、JR東口、阪神東口）
  - 神戶新聞會館 - 與阪神東口地下連通
  - Daiei神戶三宮店
  - 神戶市中央區役所
  - 神戶市勤勞會館
    - 神戶市立三宮圖書館

  - 神戶中央郵局三宮分室
- 車站南側（Flower Road以東）（阪神東口、西口、神戶新交通、JR中央口）
  - 計程車招呼站（JR中央口南）
  - 計程車招呼站（阪急本館東口、南口）
  - 三宮OPA
  - 阪急百貨神戶店
  - 神戶Loft
  - 神戶國際會館
    - 神戶國際會館內郵局

  - 神戶御幸通郵局
  - 上新電機三宮1號館
- 車站南側（Flower Road以西）（阪急東口、西口、阪神西口、JR西口）
  - 計程車招呼站（阪急東口前高架下）
  - 神戶丸井百貨
  - 三宮商店街
  - 山田電機 LABI三宮[23][24]
  - Center Plaza、Sun Plaza
  - Yuzawaya神戶店
  - 神戶市役所
- 車站北側（Flower Road以東）（地下鐵東口、JR東口）
  - 計程車招呼站（JR中央口北）
  - 駿台預備學校神戶分校
- 車站北側（Flower Road以西）（阪急東口、地下鐵東口）
  - 太陽北AMORE廣場
- 車站西側（地下鐵西口、阪急西口）
  - 計程車招呼站（深夜専用）
  - 東急手創館三宮店 - 和地下鐵西口地下連通。
  - 生田神社
  - 神戶清真寺
  - 生田警察署
  - 神戶稅務署
  - 駐神戶大韓民國總領事館
  - NHK神戶放送局

## 公車路線
| 公車站牌       | 方向・站牌位置                                              | 系統             | 目的地                      | 主要行經地                         | 備註                     | 營運公司                               |
| -------------- | ----------------------------------------------------------- | ---------------- | --------------------------- | ---------------------------------- | ------------------------ | -------------------------------------- |
| 三宮中心街東口 | 北行 S3-S6 FLOWER ROAD 神戶丸井・三宮中心街前               | 2                | 阪急六甲・JR六甲道          | 青谷                               |                          | 神戶市交通局                           |
| 三宮中心街東口 | 北行 S3-S6 FLOWER ROAD 神戶丸井・三宮中心街前               | 66               | 鵯台                        | 幸福之村                           |                          | 神戶市交通局                           |
| 三宮中心街東口 | 北行 S3-S6 FLOWER ROAD 神戶丸井・三宮中心街前               | 90               | 石屋川                      | 櫻口                               |                          | 神戶市交通局                           |
| 三宮中心街東口 | 北行 S3-S6 FLOWER ROAD 神戶丸井・三宮中心街前               | 92               | 石屋川車庫前・石屋川        | 六甲口                             |                          | 神戶市交通局                           |
| 三宮中心街東口 | 北行 S3-S6 FLOWER ROAD 神戶丸井・三宮中心街前               | 西宮神戶線       | 阪神西宮                    | 甲南本通・JR蘆屋站前・西宮戎       |                          | 阪神巴士                               |
| 三宮中心街東口 | 北行 S3-S6 FLOWER ROAD 神戶丸井・三宮中心街前               | City Loop        | 北野異人館・新神戶站        |                                    | 循環系統                 | 神戶交通振興                           |
| 三宮中心街東口 | 南行 Y6-Y7 FLOWER ROAD SOGO神戶店新館・神戶Loft西側         | 2・92            | 三宮神社                    |                                    |                          | 神戶市交通局                           |
| 三宮中心街東口 | 南行 Y6-Y7 FLOWER ROAD SOGO神戶店新館・神戶Loft西側         | 90               | 中突堤（神戶Harborland）    |                                    |                          | 神戶市交通局                           |
| 三宮中心街東口 | 南行 Y6-Y7 FLOWER ROAD SOGO神戶店新館・神戶Loft西側         | 西宮神戶線       | 神戶稅關前                  |                                    |                          | 阪神巴士                               |
| 地下鐵三宮站前 | 北行 N1-N3 FLOWER ROAD 地下鐵・阪急三宮站前                 | 2                | 阪急六甲・JR六甲道          | 青谷                               |                          | 神戶市交通局                           |
| 地下鐵三宮站前 | 北行 N1-N3 FLOWER ROAD 地下鐵・阪急三宮站前                 | 18               | JR六甲道                    | 青谷・摩耶登山纜車山下站・阪急六甲 |                          | 神戶市交通局                           |
| 地下鐵三宮站前 | 北行 N1-N3 FLOWER ROAD 地下鐵・阪急三宮站前                 | 急行64           | 箕谷站前・神戶北町          |                                    |                          | 神戶市交通局                           |
| 地下鐵三宮站前 | 北行 N1-N3 FLOWER ROAD 地下鐵・阪急三宮站前                 | 90               | 石屋川                      | 櫻口                               |                          | 神戶市交通局                           |
| 地下鐵三宮站前 | 北行 N1-N3 FLOWER ROAD 地下鐵・阪急三宮站前                 | 92               | 石屋川車庫前・石屋川        | 六甲口                             |                          | 神戶市交通局                           |
| 地下鐵三宮站前 | 北行 N1-N3 FLOWER ROAD 地下鐵・阪急三宮站前                 | 山手線           | 神戶站                      | 新開地                             |                          | 神戶交通振興                           |
| 地下鐵三宮站前 | 南行 N4-N8 FLOWER ROAD JR三之宮站中央口西側・地下鐵三宮站前 | 2・92            | 三宮神社                    |                                    |                          | 神戶市交通局                           |
| 地下鐵三宮站前 | 南行 N4-N8 FLOWER ROAD JR三之宮站中央口西側・地下鐵三宮站前 | 66               | 貿易中心前                  |                                    |                          | 神戶市交通局                           |
| 地下鐵三宮站前 | 南行 N4-N8 FLOWER ROAD JR三之宮站中央口西側・地下鐵三宮站前 | 90               | 中突堤（神戶Harborland）    |                                    |                          | 神戶市交通局                           |
| 地下鐵三宮站前 | 南行 N4-N8 FLOWER ROAD JR三之宮站中央口西側・地下鐵三宮站前 | City Loop        | 美利堅公園・Harborland      |                                    | 循環系統                 | 神戶交通振興                           |
| 三宮山手       | 南行 FLOWER ROAD JR三之宮站中央口 北方200公尺               | 21               | 六甲人工島                  |                                    |                          | Minato觀光巴士（神戶市）               |
| 三宮山手       | 南行 FLOWER ROAD JR三之宮站中央口 北方200公尺               | 21               | 櫻森町巴士中心              |                                    |                          | Minato觀光巴士（神戶市）               |
| 三宮山手       | 南行 FLOWER ROAD JR三之宮站中央口 北方200公尺               | 22               | Harborland（umie MOSAIC）前 |                                    |                          | Minato觀光巴士（神戶市）               |
| 三宮山手       | 北行 FLOWER ROAD 阪急三宮站東口 北方200公尺                 | 22               | 新神戶站                    |                                    |                          | Minato觀光巴士（神戶市）               |
| 三宮站前       | 東行 M12-M14 中央幹線 JR三之宮站中央口南                    | 7                | 福祉交流中心                |                                    |                          | 神戶市交通局                           |
| 三宮站前       | 東行 M12-M14 中央幹線 JR三之宮站中央口南                    | 西宮神戶線       | 阪神西宮                    | 甲南本通・JR蘆屋站前・西宮戎       |                          | 阪神巴士                               |
| 三宮站前       | 東行 M12-M14 中央幹線 JR三之宮站中央口南                    | HAT神戶線        | HAT神戶                     |                                    |                          | 阪神巴士                               |
| 三宮站前       | 東行 M12-M14 中央幹線 JR三之宮站中央口南                    | SABURO巴士       | 六甲人工島                  |                                    |                          | Minato觀光巴士（神戶市）・日交城市巴士 |
| 三宮站前       | 西行 Y1-Y5 中央幹線 SOGO神戶店本館北側                      | 7                | 神戶站前                    | 夢野                               |                          | 神戶市交通局                           |
| 三宮站前       | 西行 Y1-Y5 中央幹線 SOGO神戶店本館北側                      | 29               | HAT神戶                     | 摩耶埠頭                           |                          | 神戶市交通局                           |
| 三宮站前       | 西行 Y1-Y5 中央幹線 SOGO神戶店本館北側                      | 港灣人工島線     | 神戶創業育成中心・MOL       |                                    |                          | 神姬巴士                               |
| 三宮站前       | 西行 Y1-Y5 中央幹線 SOGO神戶店本館北側                      | 港灣人工島校區線 | 神戶學院大學 港灣人工島校區 |                                    |                          | 神姬巴士・神戶交通振興                 |
| 三宮站前       | 西行 Y1-Y5 中央幹線 SOGO神戶店本館北側                      | 西宮神戶線       | 神戶稅關前                  |                                    | 站牌位於三宮大樓北館北側 | 阪神巴士                               |
| 公車站牌       | 月台                                                        | 系統             | 目的地                      | 主要行經地                         | 備註                     | 營運公司                               |
| 三宮巴士轉運站 | 1號 (M1)                                                    | 急行64           | 神戶北町                    | 箕谷站                             |                          | 神戶市交通局                           |
| 三宮巴士轉運站 | 2號 (M2)                                                    | 29・101          | HAT神戸                     | 摩耶埠頭                           |                          | 神戶市交通局                           |
| 三宮巴士轉運站 | 3號 (M3)                                                    | 18               | JR六甲道                    | 摩耶登山纜車山下站                 |                          | 神戶市交通局                           |
| 三宮巴士轉運站 | 4號 (M4)                                                    | 25               | 森林植物園                  |                                    |                          | 神戶市交通局                           |
| 三宮巴士轉運站 | 4號 (M4)                                                    | 三宮有馬線       | 有馬溫泉                    |                                    |                          | 神姬巴士・阪急巴士                     |

## 相鄰車站
阪神電氣鐵道
 本線
□近鐵特急（目前僅團體臨時包車運行）
神戶三宮（HS 32）－西宮（HS 17）
■■直通特急、■特急（特急從本站－須磨浦公園站間各停車）
御影（HS 25）－神戶三宮（HS 32）－元町（HS 33）
■快速急行
魚崎（HS 23）－神戶三宮（HS 32） ← 元町（HS 33）
■S特急
神戶三宮（HS 32）－元町（HS 33）
■■普通
春日野道（HS 31）－神戶三宮（HS 32）－元町（HS 33）
阪急電鐵
 神戶本線、神戶高速線
■特急、■通勤特急
岡本（HK-11）－神戶三宮（HK-16）－花隈（HK-17）
■快速急行（神戶高速線內各站停車）
六甲（HK-13）－神戶三宮（HK-16）－花隈（HK-17）
■急行（本站－西宮北口站間各站停車）、■通勤急行（本站－塚口站間各站停車）、■普通
春日野道（HK-15）－神戶三宮（HK-16）－花隈（HK-17）
■S特急（假日只有一班上行列車）
神戶三宮（HK-16） ← 花隈（HK-17）

 神戶新交通
 港灣人工島線
三宮（P01）－貿易中心（P02）
 神戶市營地下鐵
 西神・山手線
新神戶（S02）－三宮（S03）－縣廳前（S04）
- 阪神電氣鐵道
  - 例假日早上有3班■快速急行列車從神戶高速線新開地站發車，因此本站與新開地站之間只有上行各站停靠列車。
  - 地面站時代春日野道站與此站之間曾經存在新川站（日语：新川駅 (阪神)）。
- 阪急電鐵
  - 在例假日深夜有1班開往新開地的■急行列車。
  - ■通勤急行列車在早上只有從新開地・高速神戶站開往梅田的列車。
  - ■普通列車原則上只在清晨・平日早尖峰及深夜時段運行至高速神戶・新開地站。

### 曾經存在的路線
阪神電氣鐵道
本線（舊線）
三宮－瀧道

## 外部連結
- 三宮（路線圖、車站資訊） - 阪神電氣鐵道
- 神戶三宮 - 阪急電鐵
- 三宮站（页面存档备份，存于） - 神戶新交通
- 三宮站（页面存档备份，存于） - 神戶市交通局